# Operação Seiljag
A Operação Seiljag foi uma campanha de busca e destruição do 32º Batalhão da África do Sul conduzida contra o Exército Popular de Libertação da Namíbia (PLAN) de novembro de 1976 a março de 1977, durante a Guerra Sul-Africana na Fronteira. Foi levada a cabo entre novembro de 1976 e março de 1977, principalmente na Faixa de Yati, uma região patrulhada pelas forças de segurança sul-africanas, paralela à fronteira com Angola. Em Fevereiro, os combates intensificaram-se e deslocaram-se para cerca de catorze quilómetros para dentro de Angola. No decurso de um período de quatro meses, o 32º Batalhão eliminou duas secções do PLAN, repeliu uma terceira incursão através da fronteira e destruiu três bases militantes. Os corpos de dezenove guerrilheiros foram recuperados, além de um esconderijo de morteiros e projéteis RPG-7 destinados para uso em ataques do PLAN.
A Operação Seiljag foi uma das maiores ações envolvendo o 32º Batalhão naquele momento, incluindo tiroteios com até trezentos insurgentes. As baixas foram relativamente leves em ambos os lados.

## Antecedentes

### Situação militar
A África do Sul travou um longo e amargo conflito de contra-insurgência no Sudoeste da África de 1966 a 1989, pouco antes da independência do país como Namíbia. A nível estratégico, o governo sul-africano estava em desvantagem única: o seu domínio contínuo sobre o Sudoeste Africano, sob os auspícios de um mandato da extinta Liga das Nações concedido pouco depois da Primeira Guerra Mundial, era considerado internacionalmente como uma ocupação ilegal e pseudo-colonial. A África do Sul também foi alvo de críticas por impor a sua política de apartheid racial ao seu mandato, o que provocou dissidência e ajudou a dar origem a uma insurgência por parte da Organização Popular Marxista do Sudoeste Africano (SWAPO). A SWAPO exigiu que todas as unidades militares e paramilitares sul-africanas fossem retiradas e substituídas por uma missão multinacional das Nações Unidas para supervisionar as eleições. Também insistiu na renúncia de Walvis Bay, um enclave então considerado parte integrante da África do Sul.
Em 1975, o colapso do domínio colonial português na vizinha Angola permitiu que membros do braço militante da SWAPO, o Exército de Libertação Popular da Namíbia (PLAN), começassem a usar santuários angolanos perto da fronteira sul como bases operacionais avançadas. As Força de Defesa da África do Sul (SADF) depressa se viram confrontadas com um número cada vez maior de guerrilheiros bem armados que se infiltravam às centenas através da fronteira porosa. Não querendo aceitar uma postura puramente defensiva, as patrulhas sul-africanas começaram a atravessar para Angola para deter os quadros do PLAN antes que pudessem atingir os seus alvos. Uma solução provisória para resolver o problema da mão-de-obra também surgiu através do crescente recrutamento de soldados negros e de cor pela SADF. A primeira unidade do exército sul-africano que permitiu que negros servissem em combate foi o 32º Batalhão, liderado pelo Coronel Jan Breytenbach. Breytenbach encorajou vários partisans leais à desmobilizada Frente Nacional de Libertação de Angola, uma facção armada que se opunha ao governo de esquerda de Angola, a buscar refúgio no Sudoeste da África. Ele então ordenou que fossem re-treinados, re-equipados e formados em uma nova unidade de combate liderada por oficiais sul-africanos brancos. Sob sua liderança pouco ortodoxa, o batalhão foi encarregado de negar a liberdade de movimento do PLAN dentro de uma zona aproximadamente cinquenta quilômetros ao norte da fronteira angolana.
O primeiro confronto do 32º Batalhão com o PLAN ocorreu em 17 de maio de 1976, ao sul de Cahana Hangadima, em Angola, quando guerrilheiros atacaram um acampamento de membros da unidade e forças especiais sul-africanas à noite. Os insurgentes sofreram pesadas baixas e retiraram-se, enquanto o pelotão sul-africano regressou à sua base algumas semanas mais tarde, sem relatar mais contactos.

### Prelúdio
Em novembro de 1976, o Coronel Breytenbach emitiu sua segunda ordem de mobilização com o objetivo de impedir novas infiltrações do PLAN no Sudoeste da África. Breytenbach reconheceu que o PLAN detinha a iniciativa e pretendia arrancá-la deles com uma estratégia agressiva de ataque preventivo. Vários pelotões do 32º Batalhão, respondendo alternadamente ao comando da SADF em Ovambolândia ou ao quartel-general das forças especiais, deveriam vasculhar a Faixa de Yati e a região ao redor em busca de acampamentos do PLAN. O período mínimo de desdobramento atribuído a esta operação foi de três meses.
A Faixa de Yati era uma área liberada pelas SADF apenas um quilómetro a sul de Angola, paralela à fronteira. Os pelotões geralmente eram depositados ali em veículos que transportavam um suprimento limitado de comida e munição. Os operadores então armazenavam a maior parte de seus suprimentos em um local de sua escolha e continuavam com suas patrulhas sem impedimentos. O esconderijo estava armado com minas anti-pessoais. O PLAN tinha uma forte presença na área: no momento da mobilização, pelo menos um efetivo estava lá em busca de água. Outros insurgentes cruzavam frequentemente a fronteira para Angola vindos do Sudoeste da África, presumivelmente para reabastecimento, antes de retornarem para lá novamente. Eles estavam em conluio com civis angolanos.

## Operação
Em 26 de novembro, o primeiro pelotão do 32º Batalhão observou seis guerrilheiros do PLAN em um bebedouro na orla do rio Chana Onaimbungu. Isso ficava três quilômetros ao sul da fronteira e bem dentro do território do Sudoeste Africano. Os sul-africanos se posicionaram em linha de varredura e avançaram até cinquenta metros dos militantes desavisados antes de abrir fogo. Os insurgentes não tentaram resistir, mas fugiram em direção ao mato ocidental. Na pressa, eles colidiram inadvertidamente com um segundo pelotão a noroeste menos de uma hora depois. Os insurgentes foram mortos quando entraram no acampamento dos sul-africanos. Ambos os comandantes de pelotão fizeram contato e concordaram que provavelmente encontraram o mesmo grupo.
Em meados de dezembro, o irmão do Coronel Breytenbach, Cloete, jornalista do The Sunday Times, chegou ao Sudoeste da África para fazer uma reportagem sobre a guerra. Ele solicitou uma oportunidade de ver a área operacional e foi autorizado a fotografar o 32º Batalhão em ação, desde que se abstivesse de publicar o nome da unidade ou quaisquer detalhes de seu desdobramento. Cloete recebeu sua oportunidade em 23 de dezembro, quando um comboio de suprimentos da SADF avistou rastros suspeitos entrando na Ovambolândia. Um membro do 32º Batalhão, Tony Viera, seguiu os rastros por dois quilômetros dentro de Angola e observou sete insurgentes se misturando com civis ao norte de Chapa Lupale. Seu pelotão foi posicionado na periferia do assentamento e se arrastou até setenta metros dos guerrilheiros. No tiroteio que se seguiu, seis dos sete foram mortos a tiros. Cloete Breytenbach publicou um relatório exclusivo sobre a ação quando retornou a Joanesburgo. Esta foi a primeira vez que o 32º Batalhão foi fotografado publicamente.
No dia de Natal, o PLAN retaliou atacando outro pelotão do 32º Batalhão, a um quilômetro ao sul da fronteira. Os guerrilheiros foram repelidos através da fronteira sem baixas, e janeiro de 1977 decorreu quase sem incidentes. Em 19 de fevereiro, os sul-africanos localizaram mais rastros suspeitos e, pouco depois das sete da noite, dois pelotões liderados pessoalmente pelo Coronel Breytenbach os seguiram até Angola. A lua cheia proporcionou excelente visibilidade; mesmo sem equipamento de visão noturna adequado, os homens de Breytenbach conseguiram localizar os alvos perto de um poço d'água. Os insurgentes reagiram com ferocidade surpreendente e feriram mortalmente um operador do 32º Batalhão antes de escapar. No rescaldo da escaramuça, foram recuperados dois insurgentes mortos, bem como um esconderijo de armas que incluía cinco foguetes PG-7V e seis granadas de morteiro de 60mm.
Enfrentamentos esporádicos continuaram a ser relatados enquanto o 32º Batalhão começou a procurar ativamente as bases operacionais avançadas do PLAN. O primeiro foi descoberto em 22 de fevereiro, quando uma varredura nas proximidades de Chana Henombe encontrou um a dois quilômetros a sudeste da vila. Um pelotão do 32º batalhão tropeçou na rede de trincheiras do acampamento e cerca de 100 insurgentes responderam à cena com foguetes RPG-7 e armas de portáteis. O pelotão também relatou ter sofrido forte fogo de morteiro. Após dez minutos de tiroteio, os insurgentes escaparam ilesos para o mato e se dispersaram. Um segundo pelotão liderado pelo Tenente Gerrit "Gert" Keulder também investigou Chana Mamuandi, chegando lá em 1º de março. A patrulha deles fez contato com uma patrulha do PLAN, que imediatamente fugiu. Sete noites depois, o 32º Batalhão também vasculhou Chana Hangadima, mas não relatou nenhum sinal do inimigo. Ao meio-dia do dia seguinte, os pelotões varreram a periferia de Chana Henombe sem encontrar resistência. Keulder encontrou uma base abandonada da PLAN na área de Nutalala e a destruiu. Enquanto os sul-africanos se preparavam para partir no final da tarde, eles foram atacados por cerca de 300 insurgentes que preparavam um contra-ataque. O grupo PLAN feriu mortalmente o Tenente Keulder antes de se retirar, deixando cinco mortos para trás. Nesse ponto, ficou claro que o PLAN não tinha disposição ou capacidade para lutar em confrontos sustentados, pois mesmo quando o 32º Batalhão estava em menor número e com menos armas, seus agressores só trocavam tiros por cerca de dez minutos. Os insurgentes então desapareciam no mato. Táticas semelhantes foram observadas nas últimas semanas da Operação Seiljag – por exemplo, ao varrer uma base final do PLAN no rio Huavala, um pelotão do Tenente Des Burman encontrou oposição simbólica de guerrilheiros em um complexo de trincheiras fortificadas. Apesar de inicialmente responder com tiros de metralhadora e RPG, o PLAN logo abandonou sua posição vantajosa e recuou para o noroeste. Os sul-africanos vasculharam as trincheiras e descobriram que elas tinham um metro e meio de profundidade, espalhando-se por um único pedaço de terra com cento e cinquenta metros de diâmetro e reforçadas com bunkers camuflados. Alguns civis angolanos também residiam nelas. Segundo seus relatos, a base específica havia sido construída três meses antes. Os recrutas masculinos do PLAN cuidavam dos seus campos durante o dia e regressavam para dormir nos seus bunkers à noite.
No final de março, o 32º Batalhão começou a se movimentar novamente; no final do mês, os pelotões estavam de volta ao Sudoeste da África, tendo sido substituídos por novas tropas. A Operação Seiljag terminara.

## Consequências
Entre novembro de 1976 e março de 1977, o 32º Batalhão foi responsável por pelo menos 19 insurgentes, às custas de três dos seus. Além do Tenente Keulder, outro operador branco, o fuzileiro Christiaan Johannes Swart, foi morto em 31 de dezembro. Um dos soldados do pelotão do Coronel Breytenbach também morreu no combate de 19 de fevereiro. A captura de armas insurgentes foi insignificante, uma vez que a maior parte do material do PLAN estava localizado muito mais a norte, em bases seguras. No final de 1977, ficou claro que o governo sul-africano teria de tomar medidas mais fortes para conter a actividade insurgente. Em 25 de outubro de 1977, a SADF afirmou que havia 300 militantes do PLAN na área operacional e que as escaramuças com as forças de segurança eram, em média, de uma centena por mês. Mais 2.000 soldados do PLAN estavam activos em Angola e 1.400 na Zâmbia, perto da Faixa de Caprivi. Pouco tempo depois das declarações de Black, uma força excepcionalmente grande do PLAN, com mais de 80 insurgentes, conseguiu se infiltrar na fronteira. A SADF estava preocupada que tais ataques pudessem ser indicativos de uma estratégia do PLAN para aumentar suas capacidades semi-convencionais e operar em grupos maiores. Por mais de uma década, a África do Sul se concentrou em uma doutrina de contra-insurgência baseada no combate a guerrilheiros em pequenas formações, levemente armados e relativamente desorganizados. A decisão do PLAN de intensificar a guerra forçou uma mudança nas prioridades; ações comparativamente limitadas, como a Operação Seiljag, não eram mais consideradas adequadas.
Em 4 de maio de 1978, a SADF respondeu com a Operação Rena, que envolveu unidades aerotransportadas e mecanizadas regulares sendo enviadas para Angola em escala convencional pela primeira vez. Cinco companhias de fuzileiros do 32º Batalhão participaram desta operação. A Operação Seiljag foi seguida por duas operações semelhantes de busca e destruição, a Operação Buckshot e a Operação Seiljag II.